# Fohren-Linden
Fohren-Linden ist eine Ortsgemeinde im Landkreis Birkenfeld in Rheinland-Pfalz. Sie gehört der Verbandsgemeinde Baumholder an.

## Geographie
Die Gemeinde liegt im Unnertal im Westen von Rheinland-Pfalz im südlichen Hunsrück in der Nähe der saarländischen Grenze.
Zu Fohren-Linden gehört auch der Wohnplatz Finkenmühle.

## Geschichte
Der Name setzt sich aus einer Abwandlung des Wortes „Föhre“ (Nadelbaum) und dem Namen der heute noch das Ortsbild prägenden Baumart Linde zusammen. Doch besteht ebenfalls die Möglichkeit, dass der erste Teil des Ortsnamens aus dem Wort „Forrn“, einer veralteten Bezeichnung für „Forelle“ hervorgeht: Schließlich belegen historische Dokumente, dass der Unnerbach einmal ein sehr ergiebiger Fischbach war.
Sicher dagegen ist die erste schriftliche Erwähnung des Dorfes, die Chronisten auf das Jahr 960 datieren.

## Politik

### Bürgermeister
Michael Reis ist seit dem 16. Juli 2019 Ortsbürgermeister von Fohren-Linden. Er wurde 2024 vom Rat wiedergewählt.
Der Vorgänger Gerd Schug hatte das Amt 15 Jahre ausgeübt, war 2019 aber nicht erneut angetreten.

### Wappen
| Wappen von Fohren-Linden | Blasonierung: „In Silber eine schwarze Krücke, oben ein rotbewehrter und -gezungter wachsender blauer Löwe, unten vorne ein Föhrenzweig, hinten ein grünes Lindenblatt.“ |
| Wappen von Fohren-Linden | Wappenbegründung: Der Löwe weist auf die ehemalige Zugehörigkeit zur Grafschaft Veldenz, Föhrenzweig und Lindenblatt deuten redend die Namen der beiden Ortsteile. Das Wappen wurde genehmigt durch Erlass des rheinland-pfälzischen Ministeriums des Inneren vom 15. März 1963. |

## Verkehr
Die Bundesautobahn 62 ist über eine Anschlussstelle im fünf Kilometer entfernten Freisen zu erreichen.